# Stazione di Bari Torre a Mare
La stazione di Bari Torre a Mare è una stazione ferroviaria posta sulla linea Adriatica, situata nel territorio comunale di Noicattaro. Serve Torre a Mare, quartiere della città di Bari, e Parco Scizzo-Parchitello, frazione di Noicattaro. La stazione ha 4 binari, di cui il primo e il quarto utilizzati per le precedenze e il secondo e terzo sono di corsa. Dispone di sala d'attesa, biglietteria automatica, pensiline e sottopassaggi. All'esterno della stazione c'è anche un parcheggio per le auto.

## Storia
In origine denominata "Noicattaro", assunse la denominazione di "Bari Torre a Mare" nel 1940.